# 1365
1365 (MCCCLXV) a fost un an obișnuit al calendarului iulian, care a început într-o zi de vineri.

## Evenimente
- Regele Ungariei Ludovic I (cel Mare) recunoaște independența Moldovei.

## Arte, Știință, Literatură și Filozofie
- Se întemeiază Universitatea din Viena de către arhiducele Rudolf al IV-lea, dinastia Habsburg.

## Nașteri
- dată necunoscută: Grigore Țamblac scriitor ucrainean (d. 1420)

## Decese
- 27 iulie: Rudolf al IV-lea, Duce al Austriei duce al Austriei (n. 1339)